# Anabase (Xénophon)
Pour les articles homonymes, voir Anabase.
Sauf précision contraire, les dates de cet article sont sous-entendues « avant l'ère commune » (AEC), c'est-à-dire « avant Jésus-Christ ».
L’Anabase (du grec ancien ἀνάϐασις / anábasis, « la montée [vers l'intérieur des terres en venant de la mer,] ») est une des plus célèbres œuvres de l'auteur grec Xénophon, composée au IVe siècle av. J.-C.
Elle raconte la campagne, en -401, des Dix-Mille, un corps expéditionnaire de 10 000 mercenaires grecs (principalement Spartiates) engagés par Cyrus le Jeune dans sa lutte contre son frère Artaxerxès II, roi de Perse, puis leur retraite vers l'Hellespont, la traversée en hiver du haut pays d'Arménie (d'une altitude moyenne de 1 000 m avec des cols à plus de 2 000 m), avant d'atteindre Trapézonte (l'actuelle Trabzon) sur les rives du Pont-Euxin.
Leur périple se déroule donc en trois temps :
- 1 300 km de Sardes jusqu'aux environs de Babylone, où se livre la bataille de Counaxa ;
- puis 1 000 km, pour le retour vers le nord, jusqu'à Trapezonte, sur les rives du Pont-Euxin ;
- enfin, une marche de 1 000 km le long du Pont-Euxin pour rejoindre l'Hellespont (la région des Dardanelles) et finalement Pergame.

Dans cet ouvrage divisé en sept livres et qualifié par Monique Trédé de « journal de route d'un reporter aux armées », les qualités littéraires de Xénophon se manifestent clairement. Si une partie de la rédaction peut lui être contestée, Xénophon reste le personnage principal, multipliant les discours, relatant ses faits et gestes.  

## Contexte
En 401 av. J.-C., Cyrus le Jeune, le second fils de Darius II, se soulève contre son frère aîné Artaxerxès II afin de lui ravir le trône. Fort d'une armée de plusieurs centaines de milliers d'hommes, incluant une unité de 10 000 mercenaires grecs recrutés par ses hôtes hellènes, il affronte Artaxerxès II à la bataille de Counaxa, en Mésopotamie à une centaine de kilomètres de Babylone. Cyrus y trouve la mort, son corps d’armée est vaincu alors que les mercenaires grecs sont, eux, vainqueurs des troupes qui leur sont opposées.
Désormais seuls en pays hostile, les Dix-Mille tentent de négocier avec Artaxerxès II et son intermédiaire le satrape Tissapherne. Ce dernier gagne la confiance des généraux grecs Cléarque et Mennon mais il leur tend un piège et les fait assassiner. Conduits par Xénophon, les Grecs réussissent à échapper aux troupes royales malgré leur manque de cavalerie. Ils rejoignent l'Arménie puis les côtes méridionales du Pont-Euxin à proximité de Trapézonte. Arrivés dans la région de l'Hellespont, ils s'engagent dans des luttes intestines entre Thraces.

## Titre et subdivisions de l'ouvrage

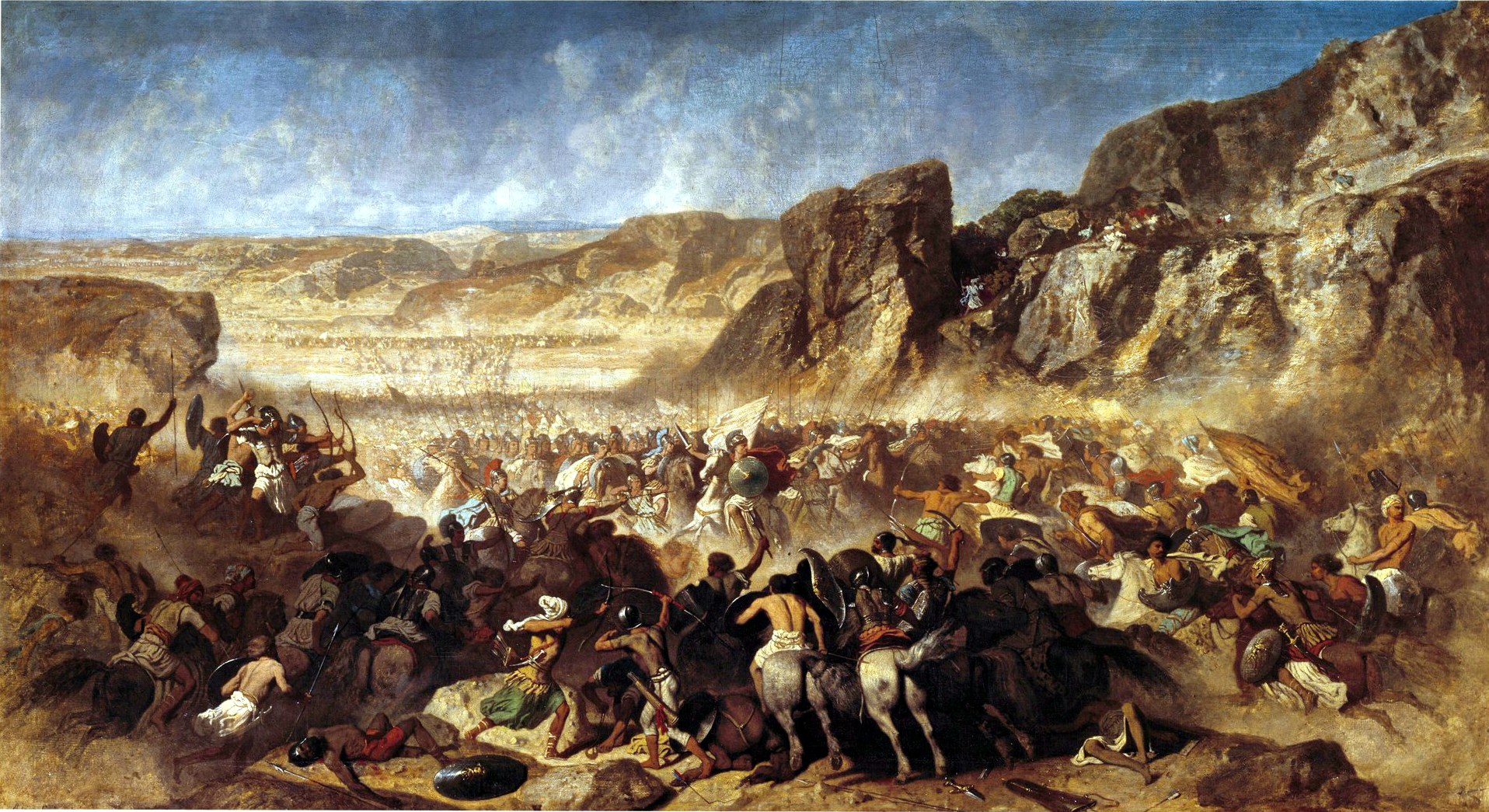
Adrien Guignet, La retraite des Dix Mille. Musée du Louvre, s.d.

L'anabase, qui est donc une montée vers l'intérieur des terres, et qui donne son titre au livre, ne s'applique en réalité qu'aux six premiers chapitre du livre I. La fin de ce premier livre (chapitres 7 à 10) conte la bataille de Counaxa. L'ouvrage se poursuit par une katabasis, soit une descente vers le Pont-Euxin et Trapézonte, suivie d'une parabasis, c'est-à-dire une marche durant laquelle les soldats longent la mer jusqu'à Byzance.
La division en sept livres n'est pas de Xénophon; introduite bien après lui, il n'en a jamais eu connaissance. En outre, à partir du deuxième, chaque livre est précédé d'un résumé des événements exposé depuis le début de l'ouvrage (sauf le VI). Par la suite encore, les livres ont été subdivisés en chapitres, et les chapitres en paragraphes.

## Résumé

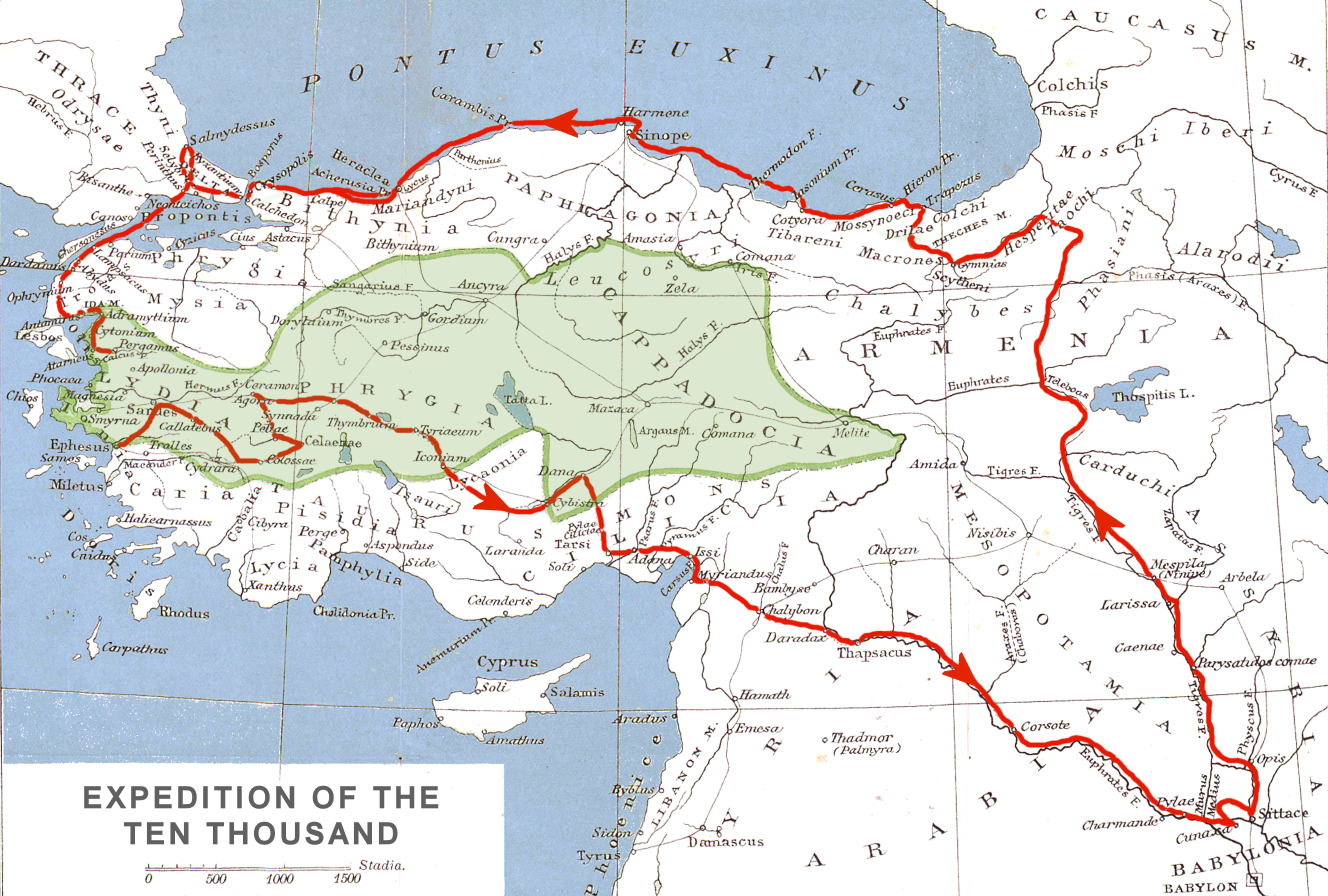
La route suivie par les Dix-Mille, de Sardes à Counaxa (au nord de Babylone) puis vers le nord à Trabizonde, et le retour vers l'Hellespont, à Pergame.

L’Anabase est riche en descriptions de peuples exotiques parfois autant hostiles aux Grecs qu'aux Perses, de combats difficiles, de rapports humains conflictuels. Surtout, cet épisode stigmatise la faiblesse de l'Empire perse, ce qu’Agésilas II et plus tard Alexandre le Grand n’oublieront pas. L’Anabase a pu servir de comparaison à des événements de l’histoire. Ainsi, la retraite de Russie par la Grande Armée de Napoléon peut être comparée à cet épisode de l’Antiquité grecque.
Le Livre 1 présente la levée de l'armée par Cyrus Le Jeune, la marche de l'armée sur le roi de Perse, Artaxerxès et bataille de Counaxa. On arrive bientôt à Issos, où l'on trouve la flotte de Cyrus le Jeune et Chirisophe avec sept cents hoplites (I, 4). Le chapitre 7 est consacré à la bataille de Counaxa. Les mercenaires grecs mettent en fuite les troupes perses qui leur sont opposées ; mais Cyrus, s'élançant à l'attaque de son frère, est tué d'un coup de javelot. La fin du livre donne un  portrait de Cyrus le Jeune (I, 9) et termine la description de la bataille (I, 10)
Au Livre 2, les mercenaires grecs apprennent la mort de Cyrus le Jeune (II.1) et entament des pourparlers avec Artaxerxès en vue d'une trêve qu'ils obtiennent. Des généraux grecs sont assassinés.
Au Livre 3, les soldats élisent alors de nouveaux chefs (dont Xénophon) et entament leur retraite, durant laquelle ils sont harcelés par les Perses jusqu'aux montagnes cardouques.

Le Livre 4 présente la traversée du pays des Cardouques, puis de l'Arménie où les soldats doivent affronter les rigueurs de l'hiver, puis du pays des Taoques, des Colques avant d'arriver enfin à Trapézonte au bord de la mer Noire. Ces provinces que traverse l'armée sont hostiles aux Grecs qui doivent combattre sans cesse des tribus locales. Les Grecs sont trahis par un satrape qui leur avait promis de l'aide. Les tensions se font plus fortes entre les généraux grecs. Mais enfin arrivés en vue du Pont-Euxin, ils organisent des sacrifices et des jeux en l'honneur des dieux.

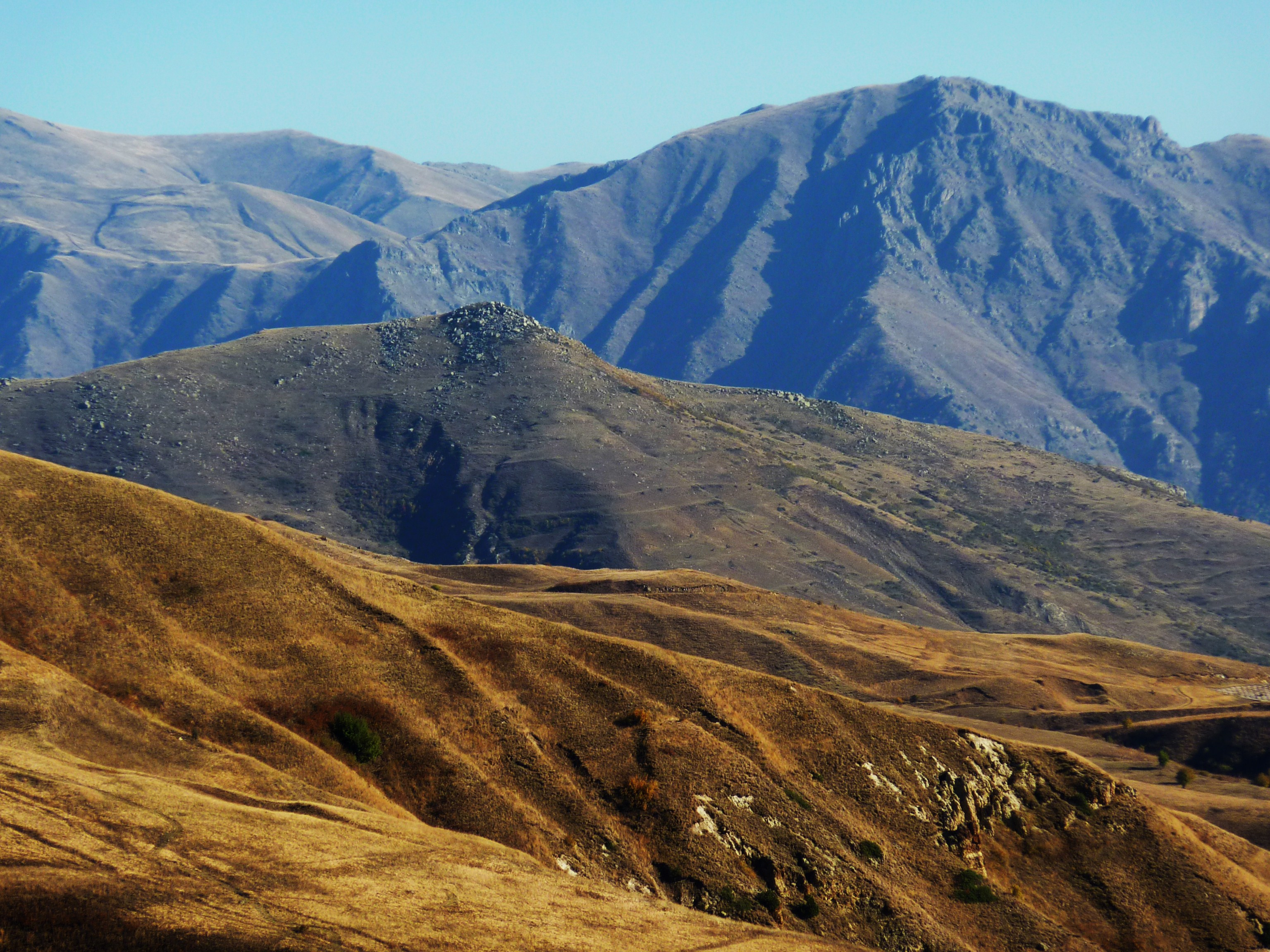
Les montagnes d'Arménie, des cols à 2000 mètres, deux mètres de neige en hiver

Dans le Livre 5, les Grecs errent le long de la mer jusqu'à Cotyôra; ils veulent rentrer chez eux par la mer mais ne trouvent à embarquer sur aucun bateau ; s'ensuit une série de pillages pour survivre.
Au Livre 6, on veut élire Xénophon chef unique, mais celui-ci, respectant les dieux, refuse. C'est alors Chirisophe qui est choisi. On s'embarque finalement pour aller à Héraclée, mais la navigation est difficile: les Grecs errent sur la mer et subissent de nombreuses pertes avant d'arriver à Chrysopolis.
Dans le Livre 7, les Grecs parviennent à Byzance (VII, 1); Xénophon s'entend avec Seuthès II, roi de Thrace, qui a besoin d'eux pour reconquérir son royaume (VII, 2) et ceux-ci passent à son service à l'exception de Néon (VII, 3). Les Thynes sont soumis (VII, 4) mais Seuthès ne paye que vingt jours de solde au lieu d'un mois. Les Grecs arrivent à Salmydessos (VII, 5). Après quoi, Xénophon accepte de conduire l'armée en Asie Mineure (VII, 7), et les Grecs parviennent finalement  à Lampsaque et enfin Pergame où Thibron prend le commandement de l'armée et l'incorpore dans ses propres troupes grecques pour faire la guerre aux satrapes perses Tissapherne et Pharnabaze.

## Conséquences de l'expédition
L'Anabase de Xénophon prend fin à Pergame, au nord de Sardes, où l'expédition avait débuté un an plus tôt. Le Lacédémonien Thibron, envoyé par Sparte, recrute alors le reste des Dix-Mille – c'est-à-dire environ 5 000 hommes – pour combattre le satrape Tissapherne, devenu maître de Lydie et de Carie après la mort de Cyrus le Jeune. Le satrape s'était en effet attaqué aux cités grecques d'Ionie, sur les côtes de ses satrapies, et les habitants avaient donc demandé de l'aide à Sparte pour libérer leurs cités. Mais l'expédition de Thibron tourna à l'avantage des Perses lorsque Tissapherne fit fuir les Lacédémoniens en chargeant leur armée avec un vaste contingent de cavalerie.
De retour à Sparte, Thibron y ramène une grande partie de l'armée dont il disposait, dans laquelle se trouvait Xénophon. En effet, ayant été banni d'Athènes pour avoir combattu avec des Lacédémoniens, celui-ci décide de s'installer à Sparte et raconte l'expédition qu'il a menée avec les Dix-Mille. Ce récit plaît particulièrement au roi spartiate Agésilas II, qui estime que si Xénophon a su vaincre le Grand Roi perse au sein même de son territoire, alors une armée de Lacédémoniens menés par lui-même devrait accomplir de plus grands exploits.
Inspiré par les Dix-Mille, Agésilas mène donc une campagne entre 396 et 394 ACN en Asie Mineure, où il permet de libérer les cités ioniennes et prend d'assaut de nombreuses villes perses de Carie et de Lydie. Il finit par affronter Tissapherne près de Sardes, en 395, et la victoire de l'armée spartiate signe la fin du règne du satrape : Artaxerxès II, apprenant la défaite de Tissapherne, envoie un certain Tithraustès à Colosses, en Phrygie, afin d'assassiner le satrape et de prendre sa place. Celui-ci signe une trêve de six mois avec Agésilas mais, dès la fin de cette trêve, le roi spartiate continue sa campagne jusqu'en Phrygie et pille une grande partie de l'Asie Mineure.
En 394 ACN, Agésilas est cependant contraint de retourner à Sparte avec son armée. En effet, en Grèce, une nouvelle guerre se prépare : la guerre de Corinthe, qui oppose les Lacédémoniens à une coalition de plusieurs cités (Athènes, Corinthe, Thèbes...).
L'expédition d'Agésilas, bien que plus courte en termes de distance que l'expédition des Dix-Mille, montre clairement l'incapacité des Perses de défendre leur territoire face à une invasion planifiée. Si même les Dix-Mille, originaires d'une multitude de cités différentes et désorganisés après la bataille de Counaxa, ont réussi à tenir tête au Grand Roi et à parcourir l'Empire perse pour rentrer en Grèce, alors une armée puissante, organisée et réunie sous une même bannière pourrait renverser les Achéménides.
C'est ce qu'accomplira, bien des années plus tard, Alexandre le Grand. En 334 ACN, il réunit toutes les armées de la Ligue de Corinthe formée par son père, Philippe II. Son objectif est alors de prendre possession de tous les territoires d'Asie. La longue campagne qu'il mène contre les Perses ne prend fin qu'en 325 ACN, lors de son retour à Babylone, capitale de son nouvel empire. Amateur de littérature, Alexandre a trouvé l'inspiration pour cette campagne dans l'Iliade d'Homère, mais aussi chez des auteurs grecs comme Hérodote ou même Xénophon. Aucune source ne l'affirme clairement, mais il n'est pas exclu qu'Alexandre le Grand, ayant lu L'Anabase de Xénophon, ait vu dans l'expédition des Dix-Mille une preuve ou un signe que l'Empire perse était vulnérable.

## Postérité

### De l'Antiquité auXIXesiècle
Les Romains apprécièrent Xénophon, d'une manière générale, car il était d'une lecture aisée et riche de conseils pratiques. Plutarque rapporte aussi que Marc-Antoine, lors de sa difficile campagne contre les Parthes, se serait écrié à plusieurs reprises « Oh ! Les Dix-Mille ! », montrant par là à ses propres soldats (qui comprirent sans doute sans problème l'allusion) tout de  son admiration pour ces mercenaires.
Néanmoins, à Rome et plus tard durant la Renaissance, on apprécia surtout la Cyropédie, puis, au XVIIIe siècle, les Mémorables, et c'est surtout à partir du XIXe siècle que l'Anabase fut considéré comme la principale œuvre de Xénophon. Ainsi, des personnages comme Léon Tolstoï, Edward B. Pusey ou encore Lord Byron ont relevé que ce livre avait été pour eux une lecture importante. Cet intérêt montre, selon M.A. Flower, que cet ouvrage continue, à travers le temps et l'espace, à parler à l'imagination et à la pensée de générations de lecteurs et ce parce que, derrière la simplicité d'une narration purement factuelle, il offre des lectures riches et variées.

### AuXXesiècle
D'autre part, ce récit a inspiré différents auteurs, dans la littérature, le cinéma, les jeux vidéos.

#### Littérature et cinéma
Le poète Saint-John Perse a écrit un recueil intitulé Anabase, paru en 1924.
L'écrivain italien Mario Rigoni Stern a donné une sorte d'anabase dans son roman paru en 1953, Il sergente nella neve, traduit en français sous le titre Le Sergent dans la neige, consacré à la retraite de Russie des chasseurs alpins italiens qui étaient enrôlés aux côtés de la Wehrmacht durant la Seconde guerre mondiale. L'auteur qualifiait de « petite anabase dialectale » ce roman, dont Italo Calvino  a dit qu'il « devait rester, dans son genre, comme un livre exemplaire ».
."Anabase" est le nom de code de l'opération que mène l'Empereur de l'Humanité à bord du Vengeful Spirit, lors du siège de Terra, de la saga l'Hérésie d'Horus, issue de l'univers de Warhammer 40 000[réf. nécessaire]

#### Jeu vidéo
Le scénario de la campagne sur la Grèce antique du jeu Age of Empires est basé sur le récit de Xénophon.